# Наталья (галера, 1708)
«Наталья» — галера Балтийского флота Российской империи, участник Северной войны.

## Описание галеры
21-баночная галера с деревянным корпусом, длина судна составляла 53,64—53,7 метра, ширина внизу — 3,66 метра, ширина вверху — 7,6—7,62 метра, а осадка 2,59—2,6 метра. Артиллерийское вооружение галеры состояло из одной 24-фунтовая и двух 12-фунтовых пушек, а также по сведениям из различных источников либо из двенадцати фальконетов, либо из двенадцати басов на вертлюгах. В качестве основного движителя судна использовалась 21 пара вёсел, также галера была оборудована вспомогательным косым парусным вооружением.

## История службы
Галера «Наталья» была заложена на стапеле Олонецкой верфи 8 (19) февраля 1708 года и после спуска на воду вошла в состав Балтийского флота России. Строительство вёл кораблестроитель Н. Муц.
Принимала участие в Северной войне. В кампанию 1714 года во время Гангутской операции на галере держал флаг генерал-адмирал Ф. М. Апраксин.

### Комментарии
1. ↑  176 футов[1].
2. ↑  12 футов[1].
3. ↑  25 футов[1].
4. ↑  8,5 футов[1].
5. ↑  Или 21 банка[2].